# Vinyeta de circulació

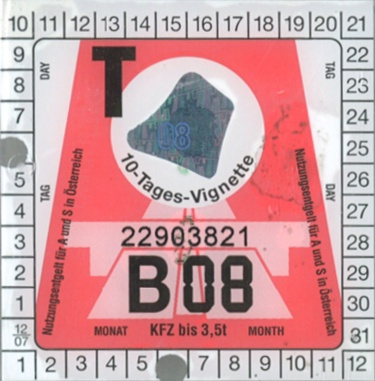
Vinyeta austríaca

La vinyeta de circulació és una forma de fixar el preu de la carretera als vehicles, generalment a més a més de l'impost de circulació o tinença (obligatori per exemple per a tots els vehicles a Espanya (IVTM), Itàlia (bollo auto) o Andorra (TTS), o només per als d'empresa a França (TVS)), en funció d'un període en què el vehicle pot utilitzar la carretera, en lloc dels peatges per carretera que es basen en la distància recorreguda. Actualment s’utilitzen vinyetes a diversos països europeus. El terme es va originar a França als anys 1950 (vignette), tot i que les vinyetes no estaven relacionades amb l'ús de l'autopista, sinó que justament equivalia a un impost genèric de circulació, i que actualment ja no hi existeix; ara s’utilitza a tota l'Europa Central, així com a Itàlia.
Les vinyetes s’utilitzen a Àustria, Bulgària, República Txeca, Hongria, Moldàvia, Romania, Eslovàquia, Eslovènia i Suïssa. A la majoria d'aquests països s’adjunta un adhesiu de colors petit al parabrisa del vehicle, però a Bulgària, Hongria, Romania, Eslovàquia i des de 2021 a la República Txeca aquestes han estat substituïdes per vinyetes electròniques. A Moldàvia, les vinyetes són necessàries per a l'ús de qualsevol carretera, mentre que a Bulgària i Romania són necessàries per a l'ús de qualsevol carretera fora de les zones urbanes. Als altres països, les vinyetes només són necessàries per a l'ús d'autopistes i autovies.
Els preus d'una vinyeta anual per a turismes oscil·len entre els 30 i els 150 euros, segons el país. A tots els països, excepte a Suïssa, existeixen vinyetes de curt termini per vehicles estrangers que són de pas o visiten el país. A Suïssa, els automobilistes estrangers que visiten han de comprar una vinyeta anual per utilitzar les autopistes del país. Les vinyetes solen obtenir-se en passos fronterers, benzineres i altres punts de venda. Les vinyetes utilitzades o perdudes de manera incorrecta no acostumen a ser reemborsades.
Els adhesius de la vinyeta normalment es fan de manera que no es poden desprendre i tornar a enganxar-les sense destruir-les, de manera que no es poden utilitzar en més d'un vehicle. El trànsit per carretera sovint es controla mitjançant càmeres de carretera i les vinyetes són verificades per funcionaris estatals, com ara guàrdies fronterers i cossos policials. Sovint s'imposen multes en efectiu als viatgers que utilitzen les vies de titularitat pública sense una vinyeta vàlida i ben col·locada. Es poden cobrar peatges addicionals pel pas per determinats túnels i ponts.
Més recentment, les vinyetes també han començat a tenir un caràcter estrictament d'ecotaxa o control d'accés a determinades zones per criteris ambientals, en general en nuclis urbans, ja sigui de forma permanent o en casos d'episodis d'alta contaminació, com és el cas d'Alemanya i França. També és el cas del projecte de llei d'Andorra iniciat el 2024, que pretén cobrar una vinyeta per l'ús de la xarxa viària del país, en considerar que el país ha arribat al seu límit per garantir la sostenibilitat.

## Obligació de la vinyeta per país

### Unió Europea
La Directiva Eurovinyeta introduïda a la Unió Europea el 1993 regula els peatges per carretera de camions de 12 tones mètriques com a mínim. Un acord internacional, basat en l'article 8 de la Directiva Eurovinyeta, signat el 1994 per Bèlgica, Dinamarca, Alemanya, Luxemburg i els Països Baixos va establir un sistema comú de vinyetes dins del marc de l'Eurovinyeta. Suècia va signar un protocol per adherir-se a l'acord el 1997, mentre que Alemanya se'n va retirar el 2003 i el va denunciar el 2017.

### Alemanya
Les autopistes i les vies ràpides són una xarxa viària gratuïta per a tots els vehicles lleugers. El sistema d'Eurovinyeta per a camions va ser suprimit a l'agost del 2003. A partir de l'1 de gener de 2005 es va introduir una taxa de tele-peatge per a vehicles de més de 12 tones, operada per l'empresa Toll Collect.
A partir de l'1 de març de 2007, tots els conductors han de comprar un adhesiu d'emissió quan passen per "zones ambientals" de diverses ciutats i municipis. Algunes "zones verdes" han prohibit completament l'entrada a vehicles amb més emissions de partícules (grups "groc" i "vermell"). Als viatgers que passin per aquestes zones sense l'adhesiu se'ls cobra una multa de 80 €.

### Àustria

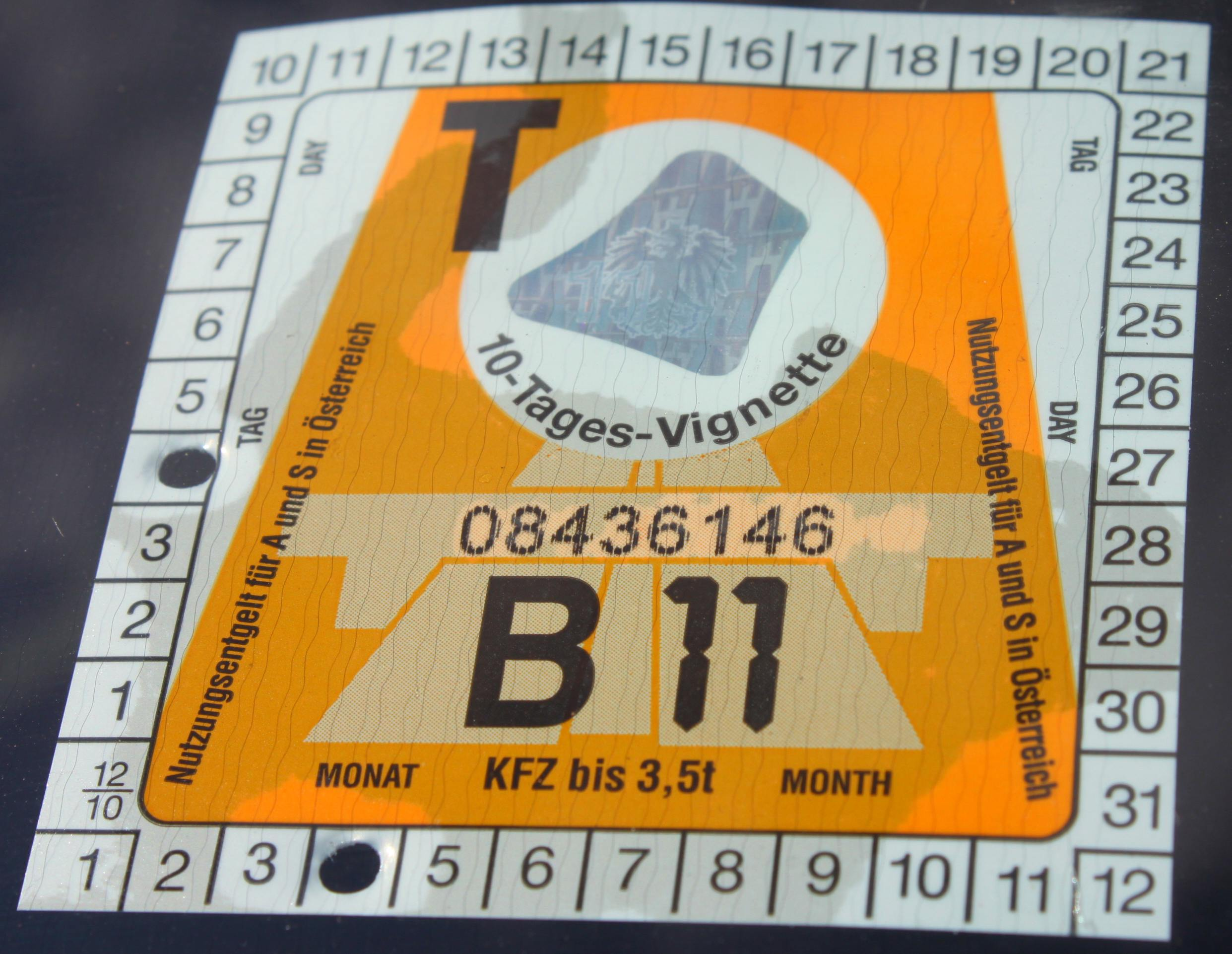
Vinyeta austríaca, vàlida durant 10 dies, a partir del 4 d'abril de 2011.

Des de 1997, calen vinyetes per a tots els vehicles de fins a 3,5 tones que circulin per autopistes i autopistes (amb les lletres A i S) de titularitat pública. Les vinyetes són supervisades per la policia i els empleats del peatge de l'autopista. Els viatgers que no tinguin una vinyeta vàlida reben una multa de 240 € amb un pagament obligatori addicional d'un peatge substitutori i les multes impagades comporten sancions d'entre 300 i 3.000 €. A més, es pot confiscar el vehicle a estrangers per garantir el pagament de la multa.
Es cobren peatges addicionals per a certs trams d'autopista on s’instal·len portes de peatge i sistemes de vídeo. Diverses segments requereixen que els conductors comprin targetes de peatge electròniques. L'1 de gener de 2004 es van substituir les vinyetes per a vehicles de més de 3,5 tones per barreres de peatge electròniques.

### Bulgària
Calen vinyetes per a tots vehicles (excepte les motocicletes) que circulin per totes les vies públiques, a excepció dels carrers de ciutats i pobles. Les vinyetes solen ser vàlides des que es compren, mentre que alguns tipus es poden marcar per començar a partir d'una data futura. Es poden obtenir a Bulgària a la majoria de benzineres, en passos fronterers o en línia mitjançant una targeta de crèdit. Els conductors sense una vinyeta vàlida reben multes en efectiu de 150 a 1.500 euros. L'adhesiu de la vinyeta es va substituir per la vinyeta electrònica l'1 de gener de 2019 i, a l'agost del 2019, es va introduir un sistema de tele-peatge per a vehicles de més de 3,5 tones.

### Eslovàquia
Les vinyetes són obligatòries per a tots els vehicles de fins a 3,5 tones que circulin per autopistes eslovaques. Als conductors sense una vinyeta vàlida se’ls cobra multes en efectiu d'entre 100 i 500 €. Les vinyetes per a vehicles més pesats es van substituir pel tele-peatge basat en la distància mitjançant les barreres físiques operades a distància des del 2010. Els conductors de motocicletes estan sotmesos a disposicions especials.
A partir de l'1 de gener de 2016, les vinyetes eslovaques es compren i comproven electrònicament mitjançant eZnamka.sk sense adhesiu.

### Eslovènia
Calen vinyetes per a tots els vehicles de fins a 3,5 tones que circulin per les autopistes eslovenes a partir de l'1 de juliol de 2008. Als conductors sense una vinyeta vàlida se’ls cobra una multa en efectiu d'entre 300 i 800 €. L'1 d'abril de 2018, la República d'Eslovènia va implementar un tele-peatge de vehicles amb pes màxim permès que superi les 3,5 tones.

### França
A França, la vinyeta automobilística és un antic impost anual sobre els vehicles en circulació, que resulta en l'obligació de comprar i fixar un distintiu fiscal especial, o “vinyeta” (vignette), al parabrisa de cada vehicle subjecte a l'impost. Fou introduït el 1956 per a turismes davant de necessitat d'ingressos fiscals, i atès que l'automòbil era un producte que aleshores es considerava de luxe. L'import es basa en la "potència fiscal" (els vehicles d'importació tenen una potència fiscal lleugerament superior, al mateix temps l'Estat fomentava el consum nacional). El 1979, davant l'augment de la sinistralitat dels vehicles de dues rodes, es va establir la vinyeta motociclista, que fou retirada dos anys després a causa de l'enorme mobilització i resistència dels conductors de motos. El 2006 la vignette fou definitivament retirada després de 50 anys d'existència al país.
En l'actualitat, com al cas d'Alemanya, les vinyetes a França es limiten a l'àmbit mediambiental, qualificant els vehicles en funció del seu impacte en la qualitat de l'aire, que permeten l'accés o no a determinades zones de grans ciutats, ja sigui en qualsevol moment o en casos d'alt risc de contaminació.

### Hongria

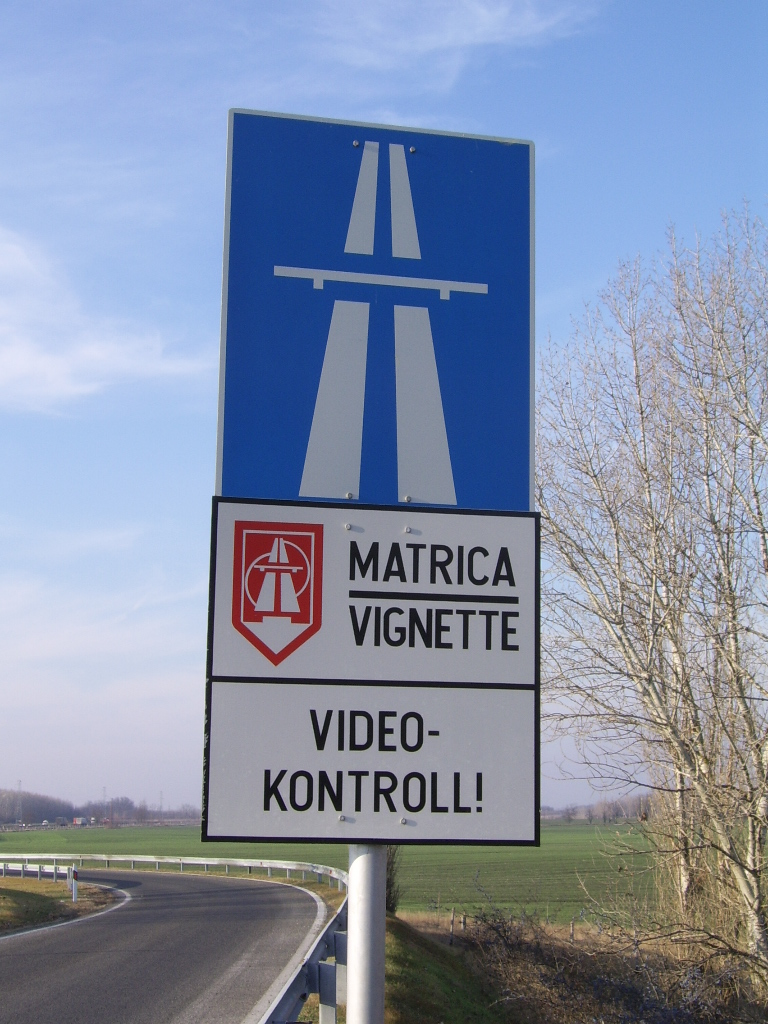
Senyal d'autopista a Hongria. Les vinyetes electròniques es comproven amb càmeres de carretera.

Calen vinyetes per a tots els vehicles de les autopistes i vies ràpides. Els adhesius físics de peatge es van substituir per vinyetes electròniques i peatges de vídeo l'1 de gener de 2008, l'únic article físic que rep el comprador és un cupó de control. El dret d'ús de l'autopista es verifica mitjançant càmeres de carretera basades en els números de matrícula i els conductors de vehicles de fins a 3,5 tones sense vinyeta vàlida reben multes en efectiu d'entre 50 i 200 euros.

### Moldàvia
Les vinyetes són obligatòries per als vehicles de motor personals matriculats a l'estranger que circulen per la via pública i estan disponibles per a la compra a les oficines duaneres frontereres. Als conductors estrangers sense vinyeta vàlida se’ls cobra multes en efectiu d'entre 125 i 375 euros. Els vehicles més pesats utilitzen els tipus impositius existents, mentre que els conductors de vehicles comercials paguen un impost d'entrada única i un càrrec per distància (peatge convencional).

### Montenegro
Les vinyetes d'ecotaxes van ser suprimides el 31 de desembre de 2011. Conduir per les vies públiques és generalment gratuït, amb l'excepció de passos per determinats túnels i ponts.

### Romania

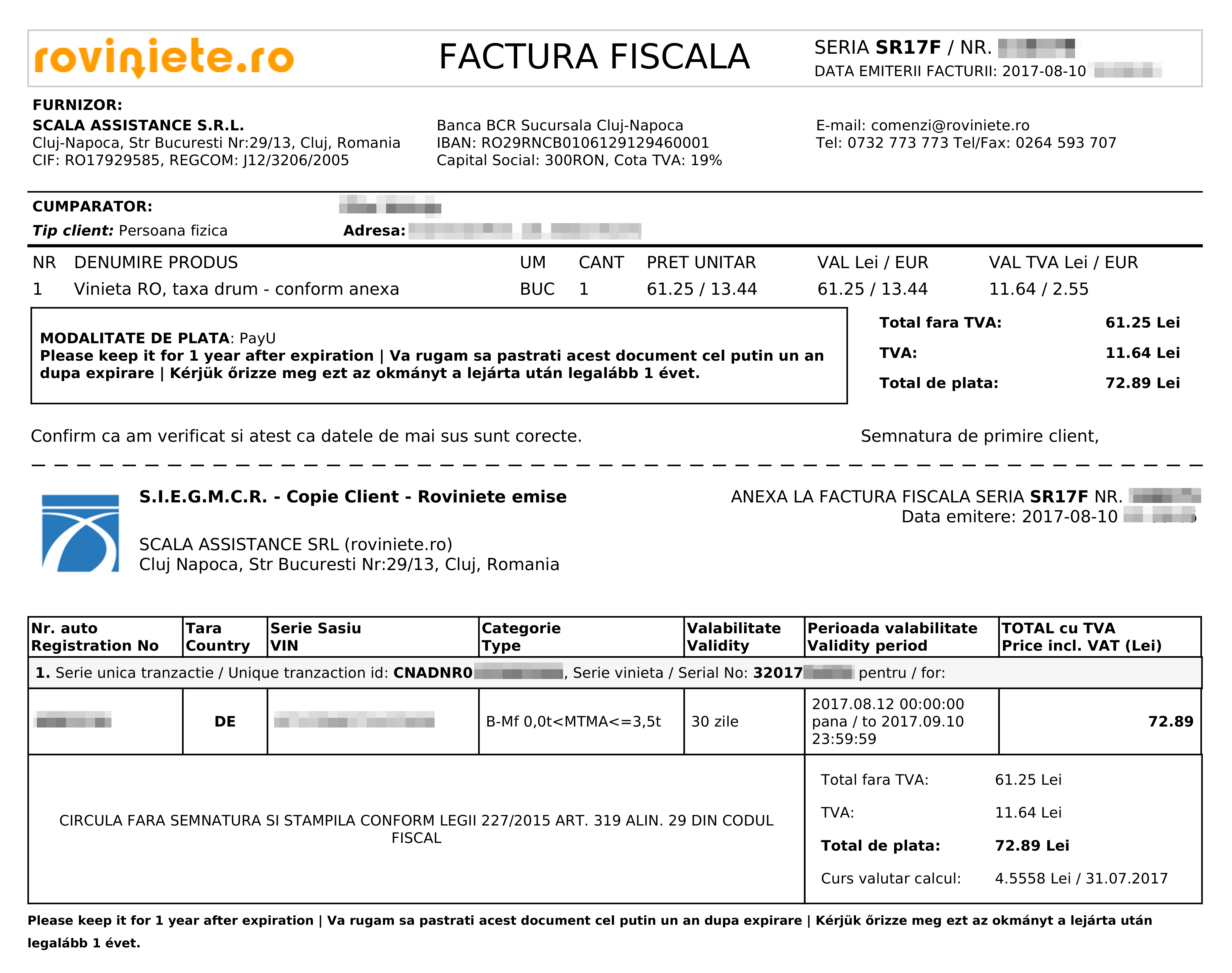
Vinyeta electrònica de Romania de 2017

A excepció de les motocicletes, calen vinyetes per a tots els vehicles que circulin per totes les carreteres nacionals i autopistes. Les vinyetes físiques s’han substituït per les electròniques des de l'1 d'octubre de 2010. Es poden obtenir a la majoria de benzineres, passos fronterers o en línia mitjançant una targeta de crèdit. Els conductors sense una vinyeta vàlida són multats amb 100 € o més. Les multes són dispensades per sistemes automàtics que analitzen la matrícula del cotxe quan surt d'una ciutat.

### Suïssa
Tots els viatgers que utilitzen autopistes i vies ràpides han de comprar una vinyeta anual. Les vinyetes es poden obtenir a Suïssa i fora d'ella a països limítrofs a benzineres i punts assenyalats. L'ús de xarxes d'autopistes sense vinyeta vàlida és un delicte contra la Llei de carreteres públiques i es sanciona amb multes en efectiu de 200 francs suïssos (CHF), a més de la compra obligatòria d'una vinyeta anual. Els vehicles més pesats utilitzen un tipus d'impost basat en la distància en tot tipus de carreteres.
Suïssa només ofereix una vinyeta vàlida durant un any a 40 CHF. Per això, la seva vinyeta és la més cara d'Europa per turismes en trànsit o de visita. Altres països ofereixen vinyetes a curt termini que fan que el trànsit o la visita siguin menys costososa que a Suïssa.

### Txèquia

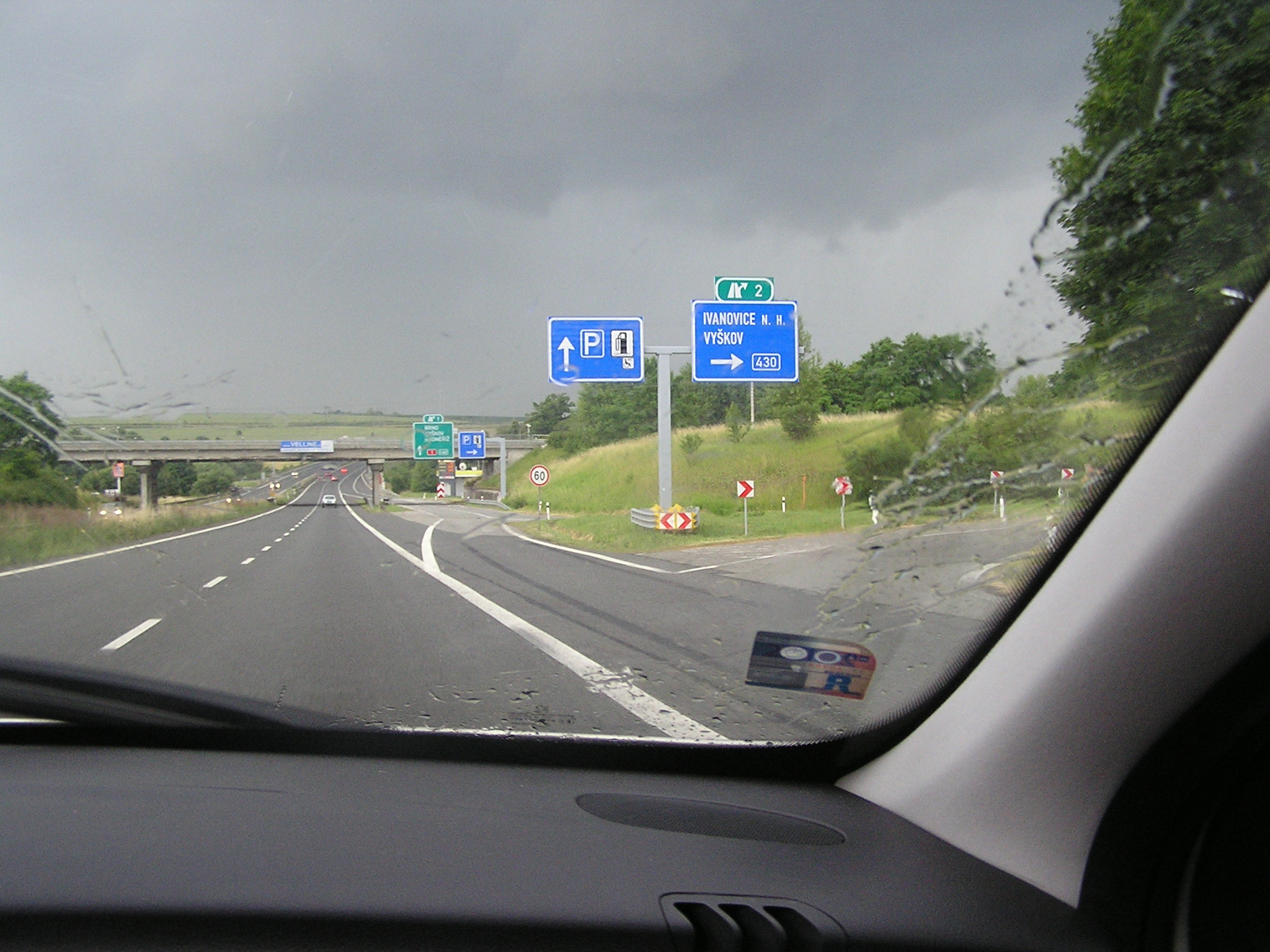
Vinyeta enganxada al parabrisa d'un cotxe a l'autovia R-46 a la República Txeca.

Calen vinyetes per a l'ús d'autopistes i autovies per a tots els vehicles de fins a 3,5 tones. Les multes en efectiu per no mostrar una vinyeta vàlida col·locada al parabrisa d'un cotxe oscil·len entre els 80 i els 200 euros. Les vinyetes per a vehicles més pesats van ser substituïdes per tele-peatges el 2007. L'1 de gener de 2021, els adhesius de vinyeta es van substituir per vinyetes digitals.